# Luxembourg
Luxembourg (luxemburgiul: Lëtzebuerg, franciául: Luxembourg, németül: Luxemburg) a Luxemburgi Nagyhercegség fővárosa és egyben legnagyobb települése. Európa egyik fontos pénzügyi központja. Luxembourg népessége 132 480 fő. A város az azonos nevű Luxembourg körzetben fekszik.

## Történelem
A római időben a település 2 utcából állt. 963-ban Siegfried gróf élt itt a városban. Tőle tudjuk, hogy ekkor már apátság és kastély is volt a településen. A kastélyról kapta a nevét a város: Licilinburhuc, később Lützenburg lett a neve, míg végül Luxemburg. 987-ben a várban a későbbi Mihály-templom elődjét kezdték el építeni.
A 11. század végén a gróf egy házi kolostort épített. A 14. században kezdték el építeni a kórházat. Az új Miklós-templom környékén elkészült a piac. 1340 körül János főúr elkezdte felépíteni a városfalat. 1354-ben a város Luxemburg hercegség fővárosa lett.
1443-ban a várost Jó Fülöp burgund herceg foglalta el. Luxemburg ezután Németalföld része lett.

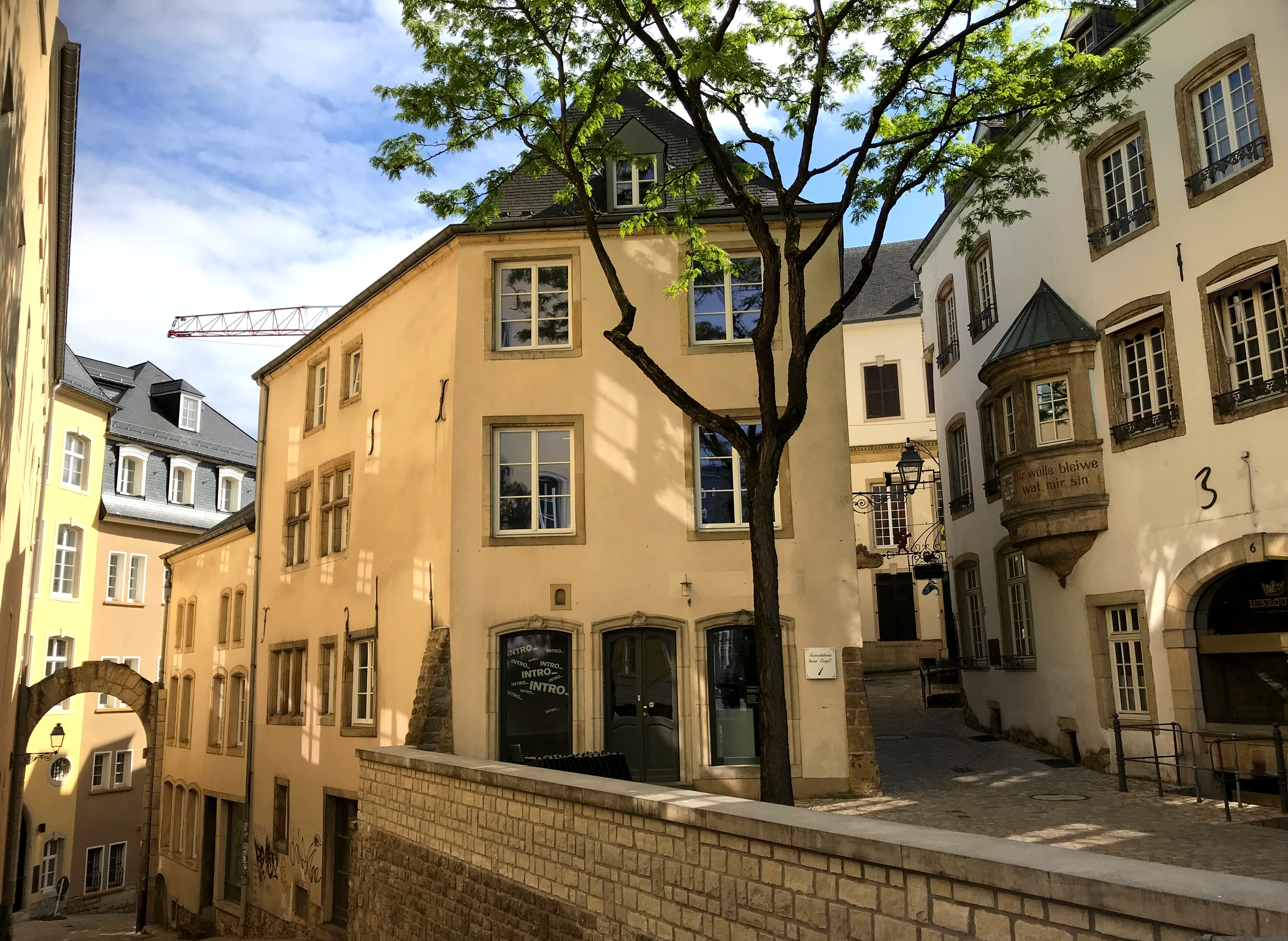
Óvárosi utcarészlet

Az 1830-as londoni konferencia után a poroszok, 1914-ben majd 1940-ben a németek foglalták el a várost, melyet 1944-ben az amerikai hadsereg szabadított fel.
A poroszok az 1867-es, ugyancsak londoni konferencia döntése nyomán vonultak ki. Ugyanezen döntés alapján az erődítményeket katonai használatra alkalmatlanná kellett tenni, ami ugyan csak egy ellenőrző bizottság 1870-es látogatása nyomán kapott lendületet, de ezzel indulhatott meg a város polgári fejlődése. A várkapuk lerombolásával ugyanis megnyílt az út egyrészt a városi közlekedés, másrészt a váron kívüli területek városiasodása előtt. A jelenlegi Luxemburg arculatát meghatározó épületek zöme ekkor keletkezett. A város tudatosan vonzotta a gazdag polgárságot (minden, az országban működő vállalat székhelyének a városban kellett lennie, a belvárosban meghatározták a házak minimális emeletszámát, közberuházásból egészségügyi laboratóriumot, valamint kaszinót építettek, ekkor épült meg a főpályaudvar, a hozzá vezető sugárút mentén a vasúttársaság, az állami takarékpénztár (ez a két épület mintegy kapuoszlopként szegélyezi a belváros és a pályaudvari negyed közötti Adolphe-híd pályaudvar felőli hídfőjét) és az ARBED-nek (Acieries Réunies Burbach-Esch-Dudelange), a környék legfontosabb acélipari vállalatának, a mai Arcelor-Mittal-nak a központi palotái.

## Lakosság
2004-es adatok szerint:
luxembourgi: 39,58%, külföldi 60,42%, amelyek a következő nemzetiségek (főben megadva):
portugál: 14 518
francia: 8818
olasz: 5600
belga: 3534
holland: 2753
brit: 1794
spanyol: 1490
jugoszláv: 870
svéd: 802

## Nevezetességek

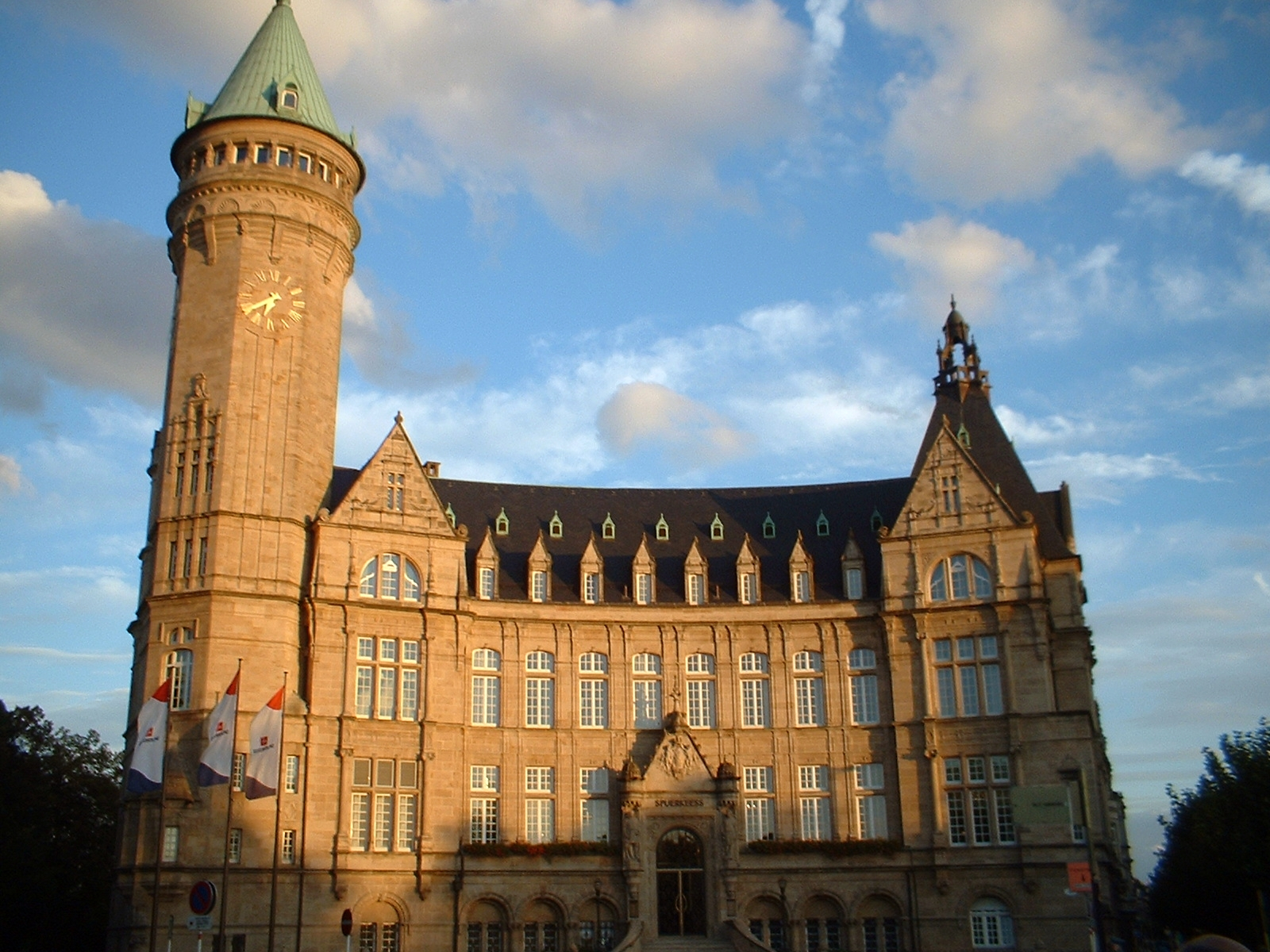
Az Állami Bank épülete

Itt található az Európai Unió Bírósága és az Európai Parlament titkársága, az Európai Számvevőszék, a Kiadóhivatal (OPOCE) valamint az Európai Befektetési Bank. A Bizottság több fontos főigazgatósága is itt kapott helyet (pl. az EUROSTAT). Luxemburgban van pl. több intézmény (az itteni székhelyű intézményeken kívül a Bizottság és a Parlament) fordítási szervezete és európai ügynökségek fordítási feladatait ellátó Fordítási Központ is.
Az EU intézményeinek, valamint a bankszékházaknak a Kirchberg városrész ad otthont, amely számos modern építész és szobrász művével büszkélkedhet. Itt található az új Filharmónia és a Modern Művészetek Múzeuma is.
1994 óta a város régi negyedei és erődítményei az UNESCO világörökségi listáján vannak (Luxembourg városa: az óvárosi negyed és az erődrendszer).

## A város polgármesterei
| Név                           | hivatali idő |
| ----------------------------- | ------------ |
| François Scheffer             | 1800-1802    |
| Jean-Baptiste Servais         | 1803-1811    |
| Charles Baron de Tornaco      | 1811-1814    |
| Bonaventure Dutreux-Boch      | 1814-1816    |
| François Scheffer             | 1816-1817    |
| Constantin Joseph Pescatore   | 1817-1820    |
| François Scheffer             | 1820-1822    |
| François Röser                | 1822-1827    |
| François Scheffer             | 1827-1843    |
| Fernand Pescatore             | 1844-1848    |
| Jean-Pierre David Heldenstein | 1848-1850    |
| Gabriel de Marie              | 1850-1854    |
| Jean-Pierre David Heldenstein | 1855-1865    |
| Théodore Eberhard             | 1865-1869    |
| Jean Mersch-Wittenauer        | 1869-1873    |
| Charles Simonis               | 1873-1875    |
| Emmanuel Servais              | 1875-1890    |
| Alexis Brasseur               | 1890-1894    |
| Emile Mousel                  | 1894-1904    |
| Alphonse Munchen              | 1905-1914    |
| Léandre Lacroix               | 1914-1918    |
| Luc Housse                    | 1918-1920    |
| Gaston Diderich               | 1921-1946    |
| Emile Hamilius                | 1946-1963    |
| Paul Wilwertz                 | 1964-1969    |
| Colette Flesch                | 1970-1980    |
| Camille Polfer                | 1980-1981    |
| Lydie Polfer                  | 1982-1999    |
| Paul Helminger                | 1999-2011    |
| Xavier Bettel                 | 2011-2013    |
| Lydie Polfer                  | 2013-        |

## Látnivalók
- Nagyherceg palotája - korábbi városháza, a spanyol megszállás alatt, valamint a holland perszonálunió időszakában épült szárnyakból áll, július és augusztus hónapokban vezetéssel megtekinthető
- Petrusse-völgy
- Óváros
- Bock - a város kezdete, a sziklaerőd maradványaival, alatta a francia megszállás idejéből származó kazamaták
- spanyol tornyok
- Neumünster Apátság, jelenleg kulturális és közösségi központ
- Adolf-híd
- Szent Miklós templom
- Szent János templom a Neumünsteri Apátság mellett, zománcozott stációi megtekintésre érdemesek.
- Modern művészetek múzeuma Ieoh Ming Pei alkotása, a Thüngen-erőd romjaival egységbe építve.

## Éghajlata
| Hónap                                                                      | Jan.  | Feb.  | Már.  | Ápr. | Máj. | Jún. | Júl. | Aug. | Szep. | Okt. | Nov.  | Dec.  | Év    |
| -------------------------------------------------------------------------- | ----- | ----- | ----- | ---- | ---- | ---- | ---- | ---- | ----- | ---- | ----- | ----- | ----- |
| Rekord max. hőmérséklet (°C)                                               | 13,9  | 18,2  | 22,2  | 27,0 | 30,4 | 34,3 | 36,1 | 37,9 | 31,5  | 26,0 | 18,4  | 14,6  | 37,9  |
| Átlagos max. hőmérséklet (°C)                                              | 2,3   | 4,2   | 8,0   | 12,1 | 16,8 | 19,9 | 22,0 | 21,0 | 18,2  | 13,0 | 6,6   | 3,3   | 12,3  |
| Átlaghőmérséklet (°C)                                                      | 0,0   | 1,2   | 4,3   | 7,7  | 12,0 | 15,1 | 17,0 | 16,4 | 13,8  | 9,4  | 3,9   | 1,0   | 8,5   |
| Átlagos min. hőmérséklet (°C)                                              | −2,3  | −1,8  | 0,6   | 3,3  | 7,1  | 10,2 | 12,0 | 11,8 | 9,3   | 5,7  | 1,2   | −1,3  | 4,7   |
| Rekord min. hőmérséklet (°C)                                               | −17,8 | −20,2 | −14,4 | −6,9 | −2,1 | 0,9  | 4,5  | 4,3  | −0,7  | −4,6 | −11,1 | −15,3 | −20,2 |
| Átl. csapadékmennyiség (mm)                                                | 71    | 62    | 70    | 61   | 81   | 82   | 68   | 72   | 70    | 75   | 83    | 80    | 876   |
| Havi napsütéses órák száma                                                 | 43    | 82    | 118   | 165  | 207  | 210  | 232  | 207  | 160   | 108  | 57    | 43    | 1632  |
| Forrás: World Meteorological Organisation, Hong Kong Observatory, Meteolux |       |       |       |      |      |      |      |      |       |      |       |       |       |

## Testvérvárosok
- Metz - Franciaország
- Camden - Egyesült Királyság
- Tambov - Oroszország
- Prága - Csehország

1995-ben Európa kulturális városa volt, 2007-ben pedig Európa kulturális fővárosa.